# Milan Jarý
Milan Jarý (* 30. April 1952 in Rokytnice nad Jizerou) ist ein ehemaliger tschechoslowakischer Skilangläufer.
Jarý, der für Dukla Liberec startete, kam bei den Nordischen Skiweltmeisterschaften 1974 in Falun auf den 38. Platz über 15 km und bei den Nordischen Skiweltmeisterschaften 1978 in Lahti auf den 55. Platz über 30 km sowie zusammen mit Jiří Švub, František Šimon und Jiri Beran auf den siebten Rang in der Staffel. In der Saison 1975/76 lief er in Davos sowie in Ramsau am Dachstein jeweils auf den dritten Platz mit der Staffel und belegte in Innsbruck bei seiner einzigen Teilnahme Olympischen Winterspielen den 39. Platz über 15 km, den 26. Rang über 30 km sowie den 14. Platz über 50 km. Zudem wurde er dort zusammen mit František Šimon, Jiří Beran und Stanislav Henych Zehnter in der Staffel. Im folgenden Jahr errang er beim inoffiziellen Weltcuprennen in Davos den dritten Platz über 15 km.